# ژیان‌مرغک بی‌ریش جنوبی
ژیان‌مرغک بی‌ریش جنوبی (نام علمی: Camptostoma obsoletum) یک پرنده گنجشک‌سان کوچک در زیرتیرهٔ Elaeniinae از تیرهٔ ژیان‌مرغان (Tyrannidae) است که در کاستاریکا، پاناما، در همهٔ کشورهای آمریکای جنوبی به جز شیلی، و در ترینیداد یافت می‌شود.